# Брайнин, Борис Львович
Бори́с Львович Бра́йнин (нем. Boris Brainin, имя при рождении — Бер (Beer); 10 августа 1905, Николаев — 11 марта 1996, Вена, Австрия) — австрийский и советский поэт, переводчик поэзии на немецкий язык, полиглот (знал свободно 15 языков, в его последней книге опубликованы переводы с 26 языков), антифашист.
Основной литературный псевдоним — Sepp Österreicher, другие псевдонимы — Natalie Sinner, Berthold Brandt, Klara Peters.

## Биография
Происходил из известной венской семьи Brainin. Родители: Leiba (Leo) Brainin (р. 6.3.1877) и Riva Itta Brainin (урожд. Трахтер, г. Николаев). Когда Б. Л. Брайнину было шесть недель, семья переехала в Вену, где уже жили другие члены семьи Brainin (см. ниже Известные родственники). Факт рождения на территории Российской империи способствовал впоследствии получению Б. Л. Брайниным советского гражданства. Это спасло ему жизнь, в отличие от его брата Вильгельма (Вилли), рождённого в Вене и также эмигрировавшего впоследствии в СССР, откуда он был возвращён после аншлюса (присоединения Австрии к Германии), и, по мнению Брайнина, погиб в Майданеке. В немецкой версии мемуаров Брайнина о смерти его брата говорится следующее (пер. с немецкого): «Мои родители в Буэнос-Айресе получили извещение от Люблинского раввината о том, что их сын Dr. Wilhelm Brainin 30 ноября 1941 г. умер от воспаления сердца (Herzentzündung) в Люблинском гетто. Вероятнее всего, он был убит в газовой камере находящегося по соседству лагеря уничтожения Майданек». Однако в биографии Бориса Брайнина, опубликованной в послесловии к книге его мемуаров и отредактированной его сыном В.Б.Брайниным при участии Dr. Kurt Brainin, сына Вильгельма Брайнина, говорится о том, что он скончался в Люблинском гетто.
Окончил Венский университет (1934) со степенью доктора филологии (германистика). Изучал психоанализ непосредственно у Зигмунда Фрейда. Член Коммунистической партии Австрии (c 1927), руководитель молодёжных агитбригад. Награждён знаком Почетного члена Коммунистической партии Австрии (в 1978) и медалью им. Копленига за заслуги в борьбе против фашизма.
В 1934 году был вынужден бежать из Вены после поражения Венского восстания, в котором он принимал участие на стороне шуцбунда. Попав через Польшу в СССР (с 1935) преподавал в Педагогическом институте АССР немцев Поволжья (г. Энгельс), среди его студентов были родители композитора А.Шнитке. Был арестован НКВД 5 октября 1936 г. (21 августа 1937 г. приговорён к 6 годам исправительно-трудовых лагерей и к поражению в правах) и находился в лагерях Северного Урала и в трудармии. В лагере сидел вместе с Самедом Вургуном. Затем (с 16 августа 1946 г.) находился в ссылке в Нижнем Тагиле (до 1955 г.), после окончания ссылки переехал в Томск, преподавал в школах и ВУЗах. Реабилитирован 12 сентября 1957 г. Переехал из Томска в Москву при содействии С. Я. Маршака и известного переводчика Льва Гинзбурга. Работал в газете «Правда» (фактически был литконсультантом в «Нойес лебен» («Neues Leben»), газете советских немцев при «Правде»). Много сделал для становления, сохранения и развития литературы советских немцев. Член Союза писателей СССР (1959), Союза писателей Москвы.
Репатриировался в Австрию в 1992 году. За пять лет до репатриации написал по-русски мемуары о пребывании в лагере и в трудармии («Воспоминания вридола», «вр.и.до.л.» — «временно исполняющий должность лошади»). В Вене перевёл свои мемуары на немецкий. В своё время к написанию мемуаров Брайнина подвигал А. Т. Твардовский, на что Брайнин, согласно воспоминаниям В. Я. Курбатова, отвечал Твардовскому «я ещё не устал ходить без конвоя».
Архив Брайнина хранится главным образом в Венском литературном музее и отчасти в Бременском университете (Германия).

## Литературная деятельность
Опубликовал около 1500 переводов лирики советских поэтов, переводил без подстрочников со многих языков народов СССР. Переводы Брайнина отличают, наряду с точностью, полная или частичная эквиритмичность, а также обязательное соблюдение рифмованной формы первоисточника (в сравнении с общепринятыми в ФРГ, Австрии и Швейцарии филологическими переводами стихотворных текстов по возможности точной немецкой прозой). Переводчик «Евгения Онегина» на немецкий язык. По свидетельству В. Я. Курбатова, Брайнин рассказывал:

И однажды ранним-ранним утром, встав до ветру, я вдруг увидел, что охранник читает книжку. А я уже забыл, как выглядят книжки... Мне стало даже больно от желания подержать в руках, а ещё лучше почитать книгу, о чём бы она ни была... «Охранник, дай мне, пожалуйста, эту книгу, а я отдам тебе отлично высушенную газету на курево»... Охранник оказался прекрасный человек. Он сказал: «Стой там, я положу книгу сюда, сам стану сюда, ты положишь газету сюда, и смотри у меня!» В общем, мы поменялись.
Книга была без обложек и многих страниц. Это были стихи! Я бросился читать. Это был «Евгений Онегин», которого я как-то знал по случайным обмолвкам и шуткам зеков. Я читал её целый день... Я вспомнил, как может действовать великое слово, от которого я отвык... И тогда я дал клятву, что если выйду из лагеря живым, я обязательно переведу эту книгу на родной немецкий язык. И я вышел, и у меня уже вся жизнь была здесь, в России, и мне нечего было делать в Вене. И я перевёл «Онегина» для здешних немцев. Потом, конечно, узнал, что есть лучшие переводы, но от этого я был только счастливее, хотя люблю больше свой. Он мне роднее.
— Курбатов В. Я. Подорожник: Встречи в пути, или Нечаянная история литературы в автографах попутчиков. — Иркутск: Издатель Сапронов, 2006. — 416 с. — С. 49—50.
См. также В. Я. Курбатов. Наводка на резкость.
Наряду со многими «дежурными» переводами второстепенных советских поэтов, перевёл с русского стихи С. Есенина, А. Ахматовой, М. Цветаевой, Н. Гумилёва, Б. Пастернака, Н. Заболоцкого, Э. Багрицкого, И. Сельвинского, К. Симонова, М. Светлова, Я. Смелякова, Б. Слуцкого, Л. Мартынова, Е. Винокурова, Е. Евтушенко, А. Вознесенского, Р. Рождественского, Б. Ахмадуллиной, Б. Окуджавы, Н. Матвеевой и др. В частности, сделал эквиритмические переводы песен из кинофильма «Ирония судьбы».

## Известные родственники
Б. Л. Брайнин — отец российского и немецкого музыканта и литератора Валерия (Вилли) Брайнина-Пассека.
Другие родственники:
- Макс Брайнин (1909—2002), австрийско-американский рекламный график
- Михаэль Брайнин (род. 1951), австрийский учёный-нейролог
- Норберт Брайнин (1923—2005), австрийско-британский скрипач, основатель квартета «Амадеус»
- Рувим Брайнин (1862—1939), еврейский публицист и общественный деятель
- Харальд Брайнин (1923—2006), австрийский поэт и писатель
- Фриц Брайнин[нем.] (1913—1992), австрийско-американский поэт
- Элизабет Брайнин[нем.] (род. 1949), австрийский психоаналитик и учёный
- Хуго Брайнин[нем.] (род. 1924), австрийский свидетель Холокоста

## Интересные факты
О Б. Л. Брайнине написан рассказ Андрея Сергеева «Австрийский коммунист».

## Избранное
- Sepp Österreicher. Mit einem heitern, einem nassen Aug. — Moskau, nach 1956.
- Sepp Österreicher. Reise von A bis Z. — Moskau, 1970.
- Sepp Österreicher. Wo fängt denn unsere Heimat an? Ausgewählte Nachdichtungen sowjetischer Poesie. — Moskau: Verlag Progress, 1973. — 176 стр.
- Sepp Österreicher. Peter Ohneruh und andere. — Moskau, 1977.
- Sepp Österreicher. Potpourri (Humorsalat. Satirisches Intermezzo. Allerhand vom Kinderland). — Moskau, 1981.
- Sepp Österreicher. Echo. Ausgewählte Nachdichtungen sowjetischer Lyrik. — Moskau: Raduga-Verlag, 1986. — 295 стр. ISBN 5-05-000594-9
- Брайнин Б. Л. Воспоминания Вридола. — Москва, 1987. Машинопись, 197 стр[11][23].
- Брайнин Б. Л. Лагерные мемуары, публикация в журнале «Крещатик», 2010—2012
- Sepp Österreicher (Boris Brainin). Wridols Erinnerungen. Erinnerungen eines Arbeitspferdes. — Wien: Pilum Literaturverlag, 2019. ISBN 978-3-902960-98-6

## Другие источники
- Борис Брайнин (Sepp Österreicher) (рус.)
- Б. Л. Брайнин на сайте Литература Австрии (Literaturhaus.at) (нем.)
- Некролог Б. Л. Брайнина в rhein-zeitung.de (нем.)
- Фото рукописи